# Gesonula szemaoensis
Gesonula szemaoensis är en insektsart som beskrevs av Zheng, Z. 1977. Gesonula szemaoensis ingår i släktet Gesonula och familjen gräshoppor. Inga underarter finns listade i Catalogue of Life.